# Црни понедељак 1987.
Црни понедељак (енгл. Black Monday) односи се на понедељак, 19. октобра 1987. године, када су берзе широм света доживеле слом изгубивши велику вредност у врло кратком временском периоду. Крах је почео у Хонгконгу, раширио се западно пратећи временске зоне до Европе, стижући до Сједињених Америчких Држава након што су друга тржишта већ значајно пала. Дау Џонс индекс је пао за 508 поена на 1739 (22,6%). До краја октобра, берзе у Хонгконгу су пале 45,8%, Аустралији 41,8%, Шпанији 31%, Уједињеном Краљевству 26,4%, Сједињеним Америчким Државама 22,68%, и Канади 22,5%. Новозеландска берза је била посебно тешко погођена, падајући око 60% од својег врха 1987. године, и требало јој је неколико година да се опорави.
(Изрази црни понедељак и црни уторак се такође односе на 28. октобар и 29. октобар 1929. која су уследили након црног четвртка 24. октобра, кад је почео крах Вол стрита 1929. У Аустралији и Новом Зеланду, слом 1987. се такође зове црни уторак, због разлике у временској зони.)
Црни понедељак је био процентуално највећи једнодневни пад у берзанској историји. Други велики падови су се догодили након периода затварања берзанских тржишта, као што је био случај у понедељак, 17. септембар 2001, првог дана отварања тржишта након напада 11. септембра 2001.
Занимљиво, Дау Џонс индекс је календарску годину 1987. завршио са укупном позитивном променом. Приликом отварања берзанског тржишта 2. децембра 1987, имао је 1897 бодова, а приликом затварања трговања 31. децембра 1987. на 1939 бодова. Дау Џонс индекс није поновио своју максималну вредност, достигнуту при затварању трговања 25. августа 1987, од 2722 бодова, до готово две године касније.
Слом 1987. је окружен извесним степеном мистерије и означен је као догађај црног лабуда. Овај догађај довео је у питање важне економске претпоставке, везане за ирационално усхићење, хипотезу ефикасног тржишта и економску равнотежу. Дебата о узроцима слома се и даље наставља, много година након догађаја, без чврстих закључка.
Након слома, берзанска тржишта широм света су пребачена на ограничено трговање, првенствено због тога што је разврставање налога који су пристигли било пренапорно за тадашњу рачунарску технологију. То је такође дало Савезним резервама САД и осталим централним банкама времена да упумпају додатну ликвидност у систем, како би се спречио даљи пад. Док је песимизам владао, Дау Џонс индекс је достигао најнижи ниво 20. октобра.

## Времеплов
У 1986. години, економија Сједињених држава је почела да прелази из брзо растуће опорављајуће економије на спорије растуће ширење, што је резултовало „меким слетањем“, како се економија успорила и инфлација пала. Берза је значајно напредовала, док је Дау Џонс достигао врх у августу 1987. на 2722 бодова или 44% више од вредности на крају претходне године од 1895 бодова.
14. октобра, Дау Џонс је пао 95,46 бодова (рекорд у том времену) на 2412,70, и онда је пао још 58 бодова следећег дана, за више од 12% мање од раније максималне вредности постигнуте 25. августа. У петак, 16. октобра, Дау Џонс је трговање окончао још 108,35 бодова ниже на 2246,74, уз рекордан обим трговања. Секретар Трезора САД Џејмс Бејкер је изразио забринутост око пада цена. Тог викенда, многи инвеститори су били забринути за своје улоге у деоницама.
Крах је почео на тржиштима Далеког истока у јутро 19. октобра. Касније тог јутра, два ратна брода САД гранатирала су иранску платформу нафте у Персијским заливу, као одговор на ирански напад ракетама на брод MV Sea Isle City, који је пловио под америчком заставом.

## Узроци
Међу могућим разлозима за пад су и програми за трговање, прецењеност акција, неликвидност и психологија тржишта.
Најпопуларније објашњење за крах 1987. је било масовно продавање од стране програмских трејдера.